# Brno v minulosti a dnes
Brno v minulosti a dnes s podtitulem Sborník příspěvků k dějinám a výstavbě Brna je recenzovaný neimpaktovaný časopis zaměřený na výzkum dějin města Brna, vydávaný od Archivem města Brna. Časopis vychází jednou ročně, poprvé byl vydán v roce 1959.
Sborník vycházel v letech 1959–1966 každoročně, poté však jeho vydávání bylo příležitostné (1970, 1989, 1993–1995). Každoroční tradici periodika se podařilo v roce 2000 obnovit a od roku 2009 je sborník na seznamu recenzovaných neimpaktovaných periodik vydávaných v České republice. Od roku 2009 bylo také přijato nové grafické zpracování obálky sborníku, jejímž autorem je typograf a grafik Martin Pecina.
V letech 1979–1983 vyšly v přidružené edici „Knižnice sborníku Brno v minulosti a dnes“ čtyři monografické nebo sborníkové publikace. Od roku 2005 jsou ke sborníku nepravidelně vydávána monografická supplementa.